# Leden

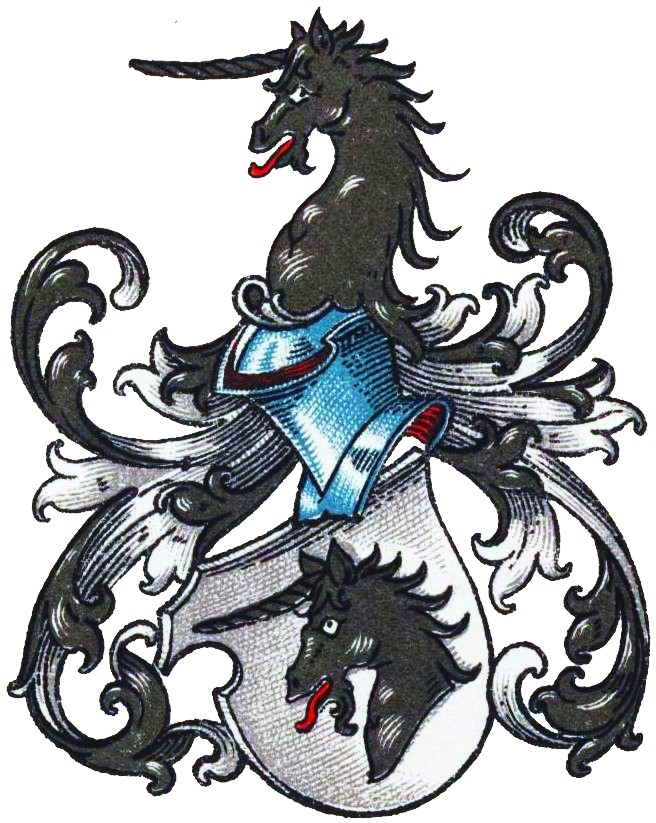
Wappen derer von Leden im Wappenbuch des Westfälischen Adels

Die Familie Leden war eine Patrizier- und Adelsfamilie, die ihren Sitz im Ledenhof in Osnabrück  (Niedersachsen) und im Schloss Ledenburg bei Nemden  (Landkreis Osnabrück) hatte.
Die wohlhabende Familie stellte im Mittelalter einen Bürgermeister und zwei zweite Bürgermeister der Altstadt von Osnabrück.

## Geschichte
Die Familie von Leden stammte ursprünglich wahrscheinlich aus Leeden Stadt Tecklenburg. Sie ließ sich im 14. Jahrhundert in Osnabrück nieder und gelangte durch Fernhandel zu Reichtum. 1358 wurde Johann Leden als Weinhändler genannt. Seit 1390 führte die Familie den Kopf eines Einhorns im Siegelwappen. Zum Wohlstand trug insbesondere in der Mitte des 14. Jahrhunderts der Goldschmied Heinrich Leden bei, der auch als Bankier tätig war. 

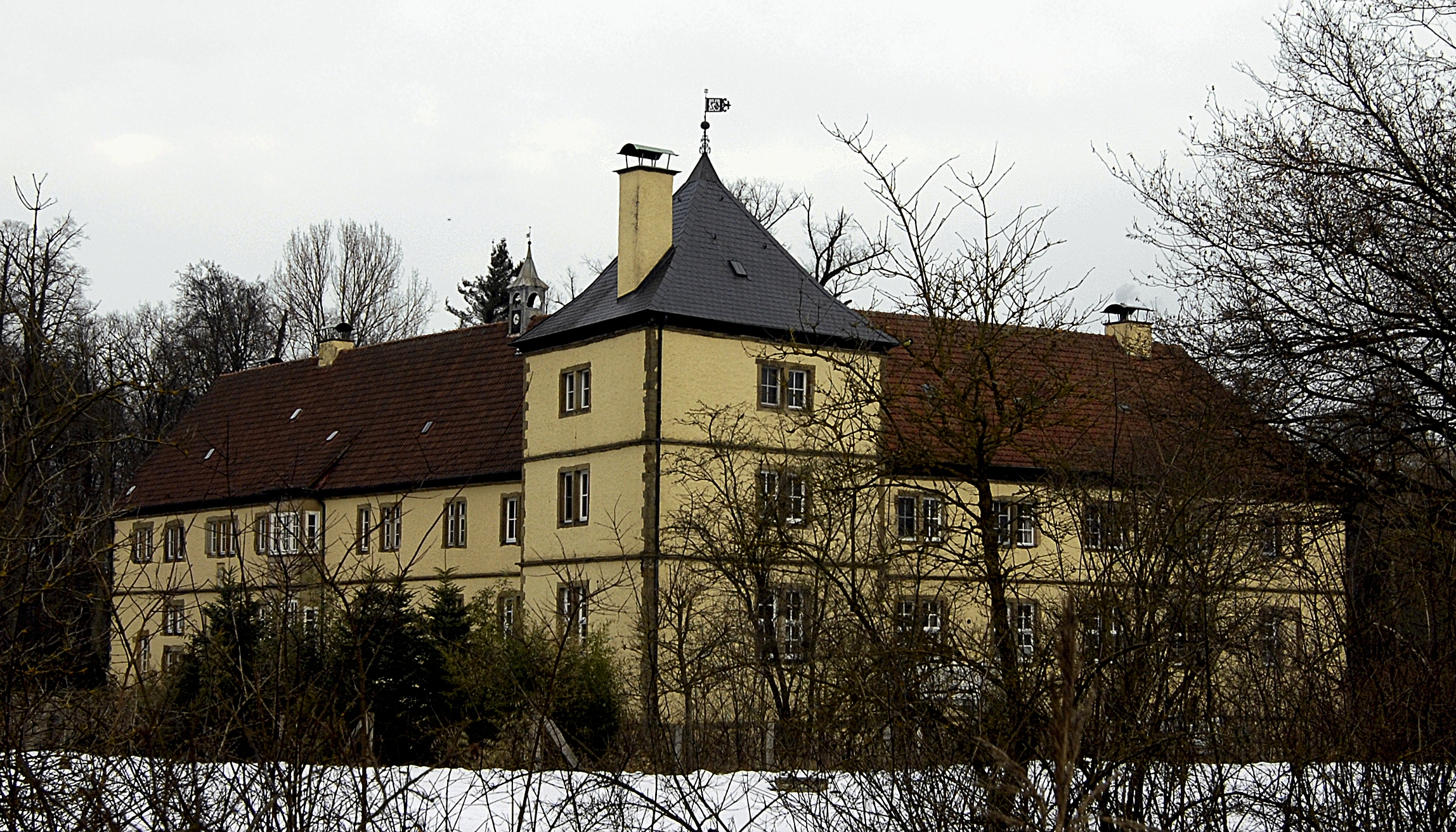
Ledenburg

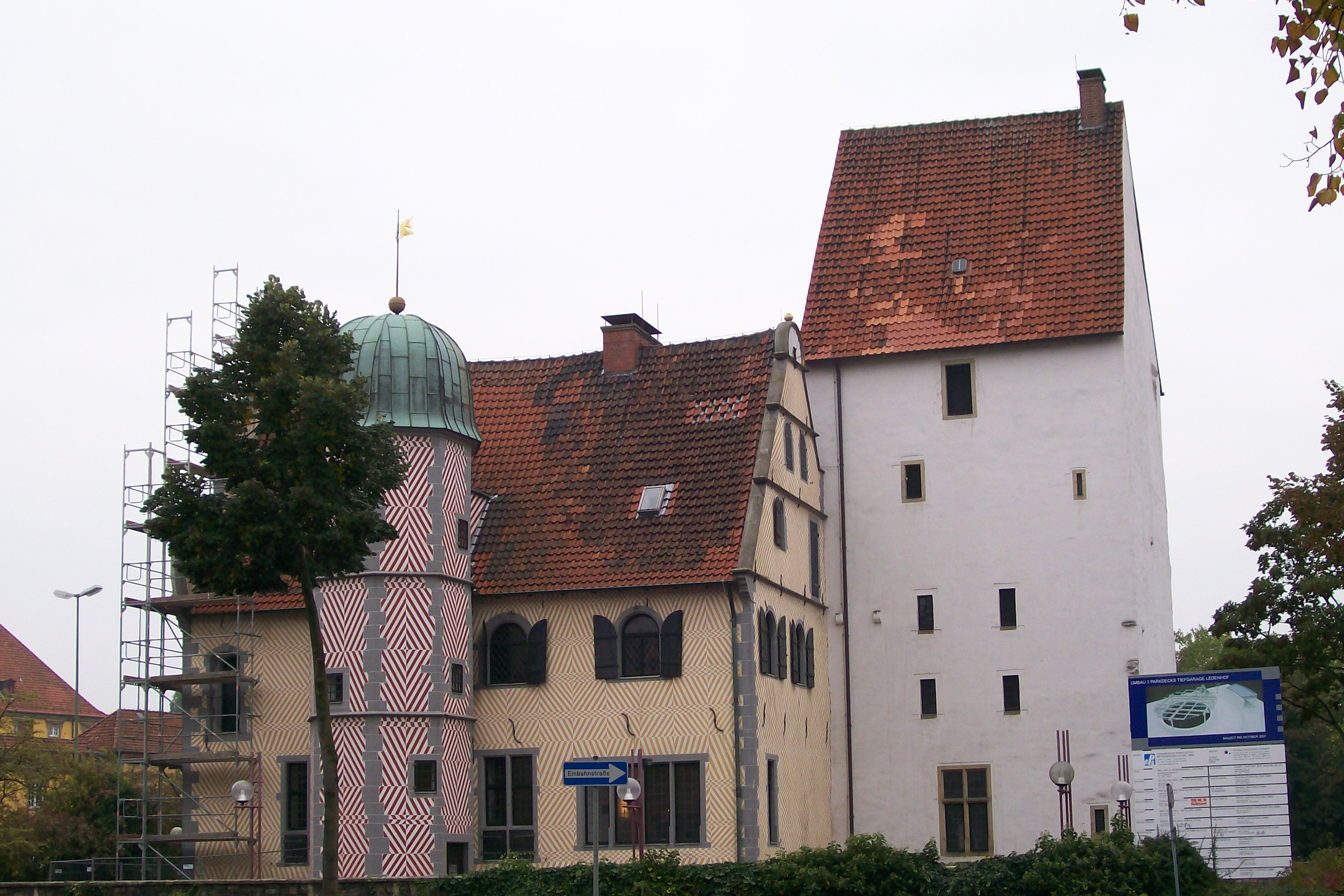
Der Ledenhof mit Steinwerk (rechts), Palas (Mitte) und Treppenturm war der Wohnsitz der Familie in Osnabrück

Im Osnabrücker Land erwarb die Familie umfangreiche Besitztümer, so den Besitz der Herren von Holte mit 34 Erbhöfen und der Ruine der Holter Burg. Im 15. Jahrhundert gehörte die Familie zum Adel und gab der damaligen Neuen Burg Holte bei Nemden ihren Namen Ledenburg. 
Die drei bedeutendsten Mitglieder der Familie hießen Heinrich von Leden. Über die Lebensdaten der drei Heinrich-Generationen ist wenig bekannt, weil der schriftliche Nachlass der Familie 1618 beim Brand der Ledenburg vernichtet wurde. Der erste Heinrich, verheiratet mit Gertrud Thole, wurde 1434 als Bürgermeister von Osnabrück genannt. Auch sein Sohn Heinrich, verheiratet mit einer Tochter Johann von Scheles von der Schelenburg, war Bürgermeister von Osnabrück, als zweiter neben Ertwin Ertmann (1430–1505). Zweiter Bürgermeister war ab 1505 auch dessen Sohn Heinrich, der mit Margarete von Bar († 1576) sechs Kinder hatte. Dies waren die Söhne Jobst († 1550) und Nikolaus († 1557) (⚭ Leneke von Vincke zu Osterwalde) sowie die Töchter Gertrud zu Arenshorst (⚭ Johann von Ledebur zu Langenbrück und Obermühlenburg: siehe Ledebur (Adelsgeschlecht)), Benedikte zu Arenshorst (⚭ Gerd v. Ledebur, Drost zu Grönenberg, Wittlage und Hunteburg), Margarethe zu Arenshorst und Ledenburg (1516–1608) (⚭ Herbord von Pladiese) und Elisabeth zu Arenshorst und Langelage (⚭ Christoph von Fickensolt). 
Diesem dritten Heinrich in Folge, der als junger Ritter an der Belagerung von Neuss beteiligt war, verlieh der deutsche König Maximilian I. aus Dankbarkeit für seine Dienste 1499 umfangreiche Privilegien. Zu den Vorrechten gehörte die Befreiung von Kontributionen und Gerichtsbarkeit sowie die Garantie der Unverletzlichkeit seiner Wohnstätten auch für seine Nachfahren, womit die Familie von Lehden Asyl gewähren konnte. Ausgenommen von diesem Schutz war lediglich, „wer sich gegen das Römische Reich und seine Majestät vergangen oder den Rebellen Rat und Hilfe gegeben hat, und diejenigen, die wegen der Größe ihrer Verbrechen ausdrücklich vom Gesetz bestimmt sind“.

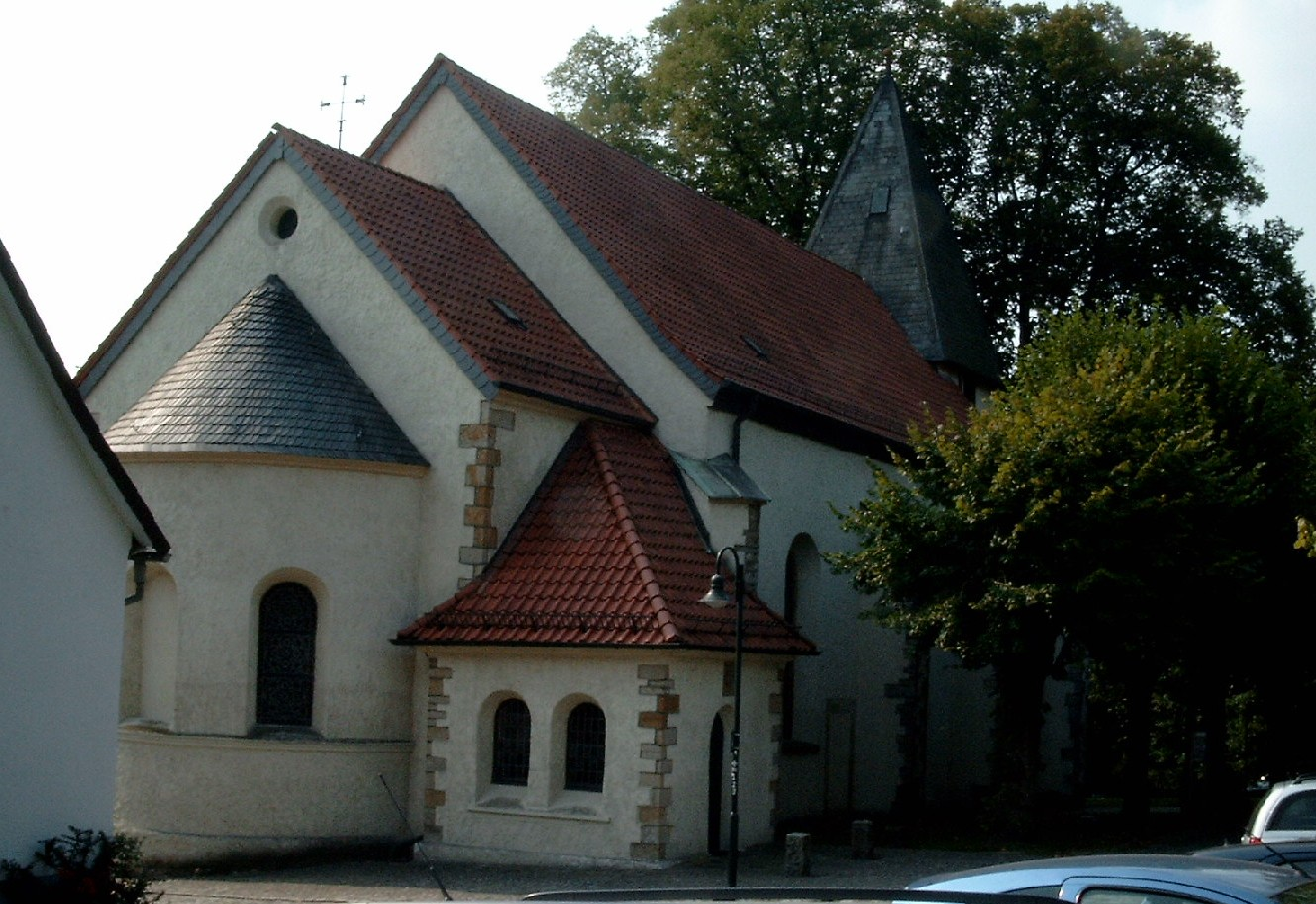
Die Familie von Leden hatte das Patronat der Holter Kirche inne

 Der dritte Heinrich von Leden wurde 1548 zum letzten Mal urkundlich erwähnt. Sein Grab in seiner Patronatskirche in Holte, einem Ortsteil von Bissendorf, ging verloren. Heinrichs Grabstein befindet sich vor dem Eingang der Sakristei. Das Epitaph seiner Witwe, die ihn um mehr als 25 Jahre überlebte, steht an der Außenseite der evangelisch-lutherischen Kirche in Bad Essen. 
Heinrichs Sohn Jobst starb ledig. Mit dem Tod von Jobsts Bruder Nikolaus, der den Vater Heinrich beerbt hatte, starb die Familie von Leden 1557 in männlicher Linie aus. Die Tochter Margarethe heiratete Herbort von Pladiese (1519–1589); sie erbte die Ledenburg und das Patronat der Holter Kirche. Sie erbte auch ein Drittel des Ledenhofs; je ein weiteres Drittel ging an die Schwestern Gertrud, die mit Johann von Ledebur († 1581) verheiratet war, und Elisabeth, die in die Familie von Flickensolt geheiratet hatte. Die drei Schwestern nutzten den Ledenhof als Stadtwohnung.
Die Ledenburg gelangte schließlich an den Gesmolder Zweig der Familie von Hammerstein und über eine Heirat an die Familie von Münster. 
Die kaiserlichen Privilegien von 1499, auf die sich die Nachfahren noch bis ins frühe 18. Jahrhundert beriefen, führten mehrfach zu Konflikten mit der Stadt Osnabrück. 1664 suchte Rotger Gerhard von Diepenbrock, der einen Bürger der Osnabrücker Neustadt im Streit erschossen hatte, Zuflucht im Ledenhof, wurde aber schließlich dem Fürstbischof überstellt.

## Wappen
Das Wappen zeigt in Silber einen schwarzen Einhornkopf mit gesenktem Horn. Auf dem Helm mit schwarz-silbernen Decken die Schildfigur.

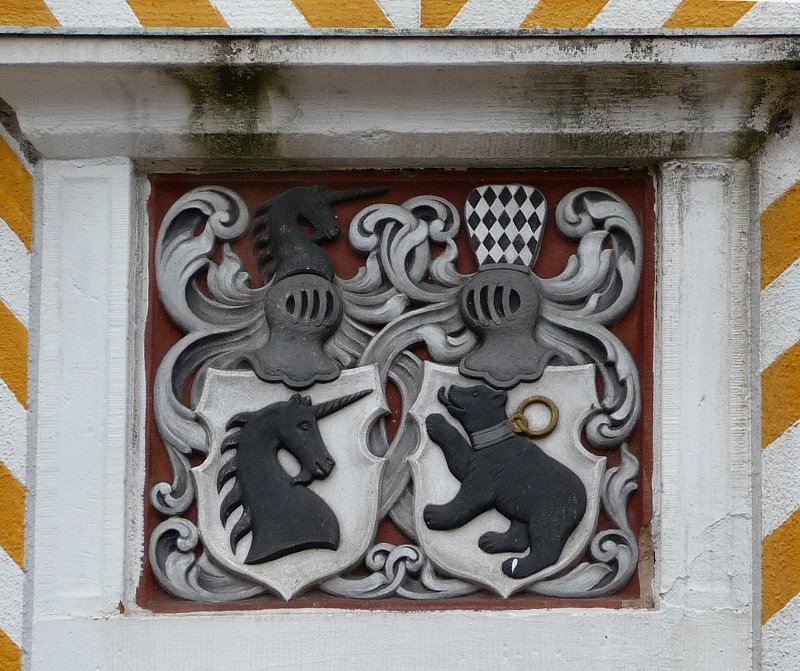
Wappen der Familien von Leden und von Bar am Palas des Ledenhofes in Osnabrück